# Echinaster smithi
Echinaster smithi is een zeester uit de familie Echinasteridae.
De wetenschappelijke naam van de soort werd in 1903 gepubliceerd door Hubert Ludwig.